# 박주대 (1836년)
박주대(朴周大, 1836년 ~ 1912년)는 한말의 작가이다. 본관은 함양, 자(字)는 계우(啓宇). 호(號)는 나암(羅巖) ·침천(枕泉)이다.

## 생애
경상북도 예천 출신으로 1872년(고종 9) 향시에 장원하였고 1873년 진사시에 장원하였다. 이후 과거를 단념하고 학문 연구에 몰두하였다. 유학 성리학 유생 동문 선배로는 권연하(權璉夏), 유생 동기로는 김흥락(金興洛)·권세연(權世淵)·이만도(李晩燾) 등과 친밀하였으며, 유생 후배로는 곽종석(郭鍾錫)·장화식(張華植) 등과 왕래가 잦았다. 1882년 과거에 응시하러 상경하였으나 매관매직의 정국에 회의를 느껴 그날로 시를 지어 세상에 나서지 않겠다는 뜻을 밝혔다.
1884년 복제개혁령이 내리자 권경하·황재영(黃在英) 등과 문산사(文山社)에서 향음주례(鄕飮酒禮)를 행하고 고례(古禮)의 수호에 앞장서는 한편, 향교의 교수직을 맡아 학자와 인재 배출에 노력하였다. 을미의병 당시 예천 사림에 의해 의병장에 추대되었으나 신병을 이유로 동생 박주학(朴周學)을 보내고 자신은 창의통유문(倡義通諭文)을 짓는 등, 안동·예천 지방의 의병장 권세연·이강년(李康秊)·서상렬(徐相烈) 등을 지원하였다.
1910년 자신의 문인·제자들에게 배일사상을 심어주는 데 힘쓰는 한편, 자신의 재산을 털어 군자금을 지원하는 등 대한제국의 독립운동을 후원하였다. 명예보다는 실천을 행하는 위기지학(爲己之學)을 중시하였다.

## 주요 저서·문집
문집에 《나암유고(羅巖遺稿)》 《나암수록(羅巖隨錄)》, 저서에 《문음보(文蔭譜)》 《심성촬요오도(心性撮要五圖)》가 있고, 편서로는 《유문경제(儒門經濟)》 《성학십도해설(聖學十圖解說)》 등이 있다.